# Expend4bles
Expend4bles, även känd som The Expendables 4, är en amerikansk actionthrillerfilm från 2023. Filmen är regisserad av Scott Waugh, med ett manus med skrivet av Kurt Wimmer, Tad Daggerhart och Max Adams. Det är den fjärde delen i The Expendables-serien och uppföljaren till The Expendables 3 från 2014.
Filmen hade biopremiär i Sverige den 22 september 2023, utgiven av Noble Entertainment.

## Handling
Serien kretsar kring legosoldaterna i The Expendables som denna gång ska bekämpa en vapenhandlare.

## Rollista (i urval)
- Sylvester Stallone – Barney Ross
- Jason Statham – Lee Christmas
- Dolph Lundgren – Gunner Jensen
- Randy Couture – Toll Road
- Curtis "50 Cent" Jackson
- Megan Fox
- Tony Jaa
- Eddie Hall